# Esquisse
Pour les articles homonymes, voir Esquisse (homonymie).

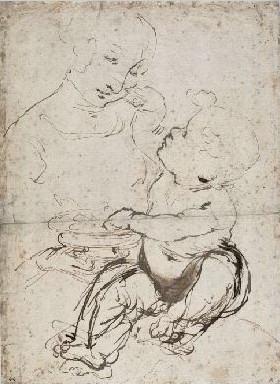
Léonard de Vinci, La Vierge et l'Enfant Jésus avec un bol de fruits, 1478.

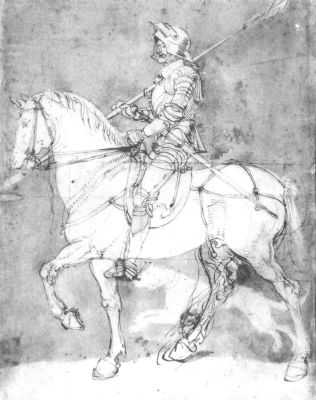
Cavalier sur un cheval par Dürer

Une esquisse est le premier jet d'une œuvre dessinée, préalable à un travail ultérieur, peint par exemple.

## Peinture
L'esquisse fait partie de la phase préparatoire de recherche pour une œuvre à peindre. Elle se situe souvent après le croquis pris sur le vif et peut précéder un dessin de type plus achevé ou définitif qui servira de base de travail pour le peintre.  
Elle se différencie du croquis qui est un dessin en lui-même, réalisé rapidement à titre de « prise de note » ou d'exercice, alors que l'esquisse appelle une continuation. Elle est souvent exécutée au crayon car elle est susceptible de corrections. 
Contrairement aux croquis qui peuvent être des œuvres en elles-mêmes, telles les aquarelles des carnets de voyages d'Eugène Delacroix et de Léonard de Vinci, les esquisses ont peu de valeur esthétique.
L'esquisse est souvent confondue avec l'ébauche qui est, après le dessin, la première étape de mise en couleur sur le support définitif (toile ou papier). 
En voici une définition datant de 1759 :

« Premières pensées. En italien, macchia. Ce sont de légères esquisses dans lesquelles les peintres se livrent à tout le jeu de leur imagination et se contentent de quelques coups de crayon ou de plume pour marquer leurs intentions, l'ordre et le caractère qu'ils veulent donner à leur dessein. Ces esquisses, lorsqu'elles sont de quelques Maitres, deviennent précieuses aux yeux d'un connaisseur, parce qu'elles contiennent ordinairement une franchise, une liberté, un feu, une hardiesse, des touches fortes et spirituelles, enfin un certain caractère qu'on ne trouve point dans des dessins plus fins. »

## Architecture
En architecture, l'esquisse est la première représentation d'un projet de construction. L'esquisse précède l'« avant-projet sommaire ».